# Offenes Herz (Verein)
Offenes Herz ist ein deutscher Verein, der Freiwillige zu Partnerorganisationen auf der ganzen Welt entsendet. Dort leben die jungen Erwachsenen gemeinsam mit anderen internationalen Freiwilligen in Armutsvierteln, um leidenden Menschen durch ihre Freundschaft beizustehen. Offenes Herz e.V. wurde 1995 in Deutschland gegründet und hat seinen Hauptsitz seit 2013 in Berlin-Neukölln. Der Verein ist ursprünglich nach dem Vorbild des französischen Vereins „Points Cœur“ entstanden, mit dem als Partnerorganisation weiterhin Zusammenarbeit besteht.
Durch das Bundesministerium für Familie, Senioren, Frauen und Jugend (BMFSFJ) wird Offenes Herz als eine Anlaufstelle für den Internationalen Jugendfreiwilligendienst geführt. Auch im Rahmen des „Anderer Dienst im Ausland“ (ADiA) wird Offenes Herz als Träger des Freiwilligendienstes angeboten.
Offenes Herz ist organisatorisch unabhängig von der geistlichen Gemeinschaft „Association privée de fidèles Points-Coeur“, die kirchenrechtlich 2001 anerkannt und 2020 nach Missbrauchsvorwürfen aufgelöst wurde.

## Freiwilligendienst
Der Freiwilligendienst von Offenes Herz dauert im Idealfall zwischen 14 und 24 Monate. Die Freiwilligen werden in Häuser von lokalen Partnern auf der ganzen Welt entsendet, um dort im Dienst an den Ärmsten zu leben. Diese Häuser befinden sich im Herz von benachteiligten Städtevierteln, unter anderem in Argentinien, Peru, Uruguay, Senegal, Rumänien, Griechenland und Italien.
Die Freiwilligen leben zu viert oder zu fünft in Gemeinschaft und führen ein schlichtes Leben. Sie empfangen und besuchen Familien und Menschen im Viertel und besuchen wöchentlich Orte wie Gefängnisse, Krankenhäuser, Waisenheime, Obdachlosenhäuser, Müllhalden, Zentren für Behinderte, Frauenhäuser sowie Häuser für Drogenabhängige. In ihren Nachbarschaften organisieren sie besonders für die armen Kinder Ferienlager, Ausflüge für Kinder und Jugendliche, Sportfeste, kulturelle Abende, Hausaufgabenbetreuung und Gesprächsgruppen.

## Wohnprojekte in Deutschland
Seit 2010 existiert das Wohnprojekt Offenes Herz-Haus in Berlin-Neukölln. 2021 wurde dem ein weiteres in Berlin-Spandau hinzugefügt. Beide sind internationale Wohngemeinschaften aus 8–10 Studenten und jungen Berufstätigen, von denen einige bereits einen Freiwilligendienst mit Offenes Herz absolviert haben.

## Selbstverständnis
„Offenes Herz und seine Partnerorganisationen wollen auf das große Leiden derer antworten, die in ihrer Unschuld am meisten unter menschenunwürdigen Umständen leiden: Kinder, die ohne Eltern aufwachsen, die alle mögliche physische oder psychische Gewalt erleiden, Menschen die alt, krank, verlassen oder einsam sind, die am Rande der Gesellschaft stehen.

Das Freiwilligenhaus ist ein Ort der Begegnung und der Freundschaft, wo die Menschen zu Besuch kommen, Trost und ein offenes Ohr finden. Die Freiwilligen treffen so auf Freude, aber auch auf das Leiden vieler Menschen und versuchen darauf mit einer authentischen Anteilnahme (Compassion) zu antworten. Besonders gegenüber den Kindern üben sie sich in einem Blick voller Wertschätzung und Respekt, um diesen ihre Kostbarkeit und Würde zu offenbaren.“